# Fanny Krich
Pour les articles homonymes, voir Krich.
Fanny Krich, née le 30 octobre 1987, est une actrice et un mannequin française.

## Biographie
Fanny a étudié au Cours Myriades, à Lyon, pendant deux ans jusqu'en 2006.
Elle commence sa carrière dans le mannequinat dans les années 2000, puis elle enchaîne avec son premier rôle dans le court métrage À ses pieds. Elle y incarne le personnage de jeune femme principal.
En février 2009, elle obtient son premier grand rôle dans la saison 3 de la série de France 2 Foudre. Elle y incarne Maxine, une jeune femme d'une vingtaine d'années qui devient la meilleure amie de Léo et qui sort avec lui à la fin de la saison mais qui finalement part avec son père en laissant le pauvre Léo seul.
En 2010 on la retrouve dans une mini-série de 4 épisodes intitulée L'Été où tout a basculé, diffusée sur NRJ 12.
Elle apparaît également dans le clip d'Orelsan Feat The Toxic Avenger N'importe comment.
Entre 2012 et 2018 elle joue dans la série de TF1 Une famille formidable.
Le 6 juin 2018, elle devient pour la première fois maman d'une fille nommée Lily-Marley. Elle est également maman d'un petit garçon nommé Marlon né le 10 Avril 2022.

## Filmographie

### Cinéma
- 2007 : Made in italy de Stéphane Giusti
- 2012 : Nos plus belles vacances de Philippe Lellouche

### Télévision
- 2007 : À ses pieds : La Jeune Femme
- 2009 : RIS police scientifique (Saison 5 Episode 4)
- 2009 : Foudre : Maxine (Saison 3)
- 2010 : L'Été où tout a basculé : Jasmine
- 2010 : Roméo et Juliette
- 2011 : La Nouvelle Maud : Justine Leclerc (Saison 2)
- 2011 - 2019 : Camping Paradis : Olivia / Salma (3 épisodes)
- 2012 : Lignes de vie (série télévisée) : Alba (45 épisodes)
- 2013 - 2018 : Une famille formidable : Héléna Montes (Saison 10 à 15)
- 2013 : Crossing Lines : Laure (2 épisodes)
- 2017 : On va s'aimer un peu, beaucoup... : Mélanie Leveque (Saison 1 Episode 6 et 7)

### Clips
- 2006 : Ophélie flagrant délit (Michel Polnareff)
- 2009 : It doesn't really matters (The Elderberries)
- 2011 : N'importe comment (Orelsan)